# Estádio Dr. Ronaldo Junqueira
Estádio Dr. Ronaldo Junqueira – stadion wielofunkcyjny w Poços de Caldas, Minas Gerais, Brazylia, na którym swoje mecze rozgrywa klub Associação Atlética Caldense.